# Ceratomegilla notata

Nässelplattpiga (Ceratomegilla notata) är en skalbaggsart som först beskrevs av Johann Nepomuk von Laicharting 1781. Den ingår i släktet Ceratomegilla och familjen nyckelpigor.

## Beskrivning
Halsskölden är övervägande svart med vita tecken framtill. Antennerna är bruna. Täckvingarna är orangefärgade med omkring 12 svarta punkter. Kroppslängden är 4,5 till 5 mm.

## Utbredning
Utbredningsområdet omfattar Mellan- och Nordeuropa (exklusive Brittiska öarna och Island) samt vidare österut via Vitryssland, Ukraina och Ryssland till Sibirien samt sydöst via Georgien, Turkiet, Armenien, Azerbajdzjan och Kazakstan till Mongoliet.
Observationer har gjorts i östra Finland från sydkusten upp till Norra Österbotten och Kajanaland. I Sverige har arten observerats från trakterna kring Mälaren norrut till Hälsingland samt västerut/nordväst till Dalarna.

## Ekologi
Habitatet utgörs framför allt av skogar med undervegetation innehållade gräs. I västra delen av utbredningsområdet förekommer den också i ljusa skogsgläntor, på torrängar och hedar. Längre österåt förekommer den även i fuktigare biotoper som strandängar vid floder, skogsbryn och trädgårdar. Den påträffas ofta på nässlor. Födan utgörs av bladlöss.